# Сінтерклаас
Сінтерклаас (нід. Sinterklaas нід. вимова: [ˌsɪntərˈklaːs]) або Сінт-Ніколаас (нід. Saint Nicholas, (Нідерландською: [sɪnt ˈnikoːlaːs] ( прослухати)) — святковий персонаж, характерний для країн Бенілюкса та сусідніх з ними територій Німеччини та Франції. Є місцевим аналогом образів Святого Миколая та Санта-Клауса. Інші голландські назви фігури включають De Sint («Святий»), De Goede Sint («Добрий святий») і De Goedheiligman («Добрий святий чоловік»). Багато нащадків і однорідних слів «Sinterklaas» або «Saint Nicholas» іншими мовами також використовуються в Нідерландах, сусідніх регіонах і колишніх голландських колоніях. Вважається покровителем дітей
Свято Сінтерклаас відзначає день іменин Святого Миколая 6 грудня. Свято відзначається щорічно даруванням подарунків напередодні Святого Миколая (5 грудня) у Нідерландах і вранці 6 грудня, у День Святого Миколая, у Бельгії, Люксембурзі, західній Німеччині, північній Франції (Французька Фландрія, Лотарингія, Ельзас і Артуа) та Угорщина. Традиція також відзначається на деяких територіях колишньої Нідерландської імперії, включаючи Арубу.
Сінтерклаас є одним із джерел популярної різдвяної фігури Санта-Клауса.

## Цифри

### Сінтерклаас

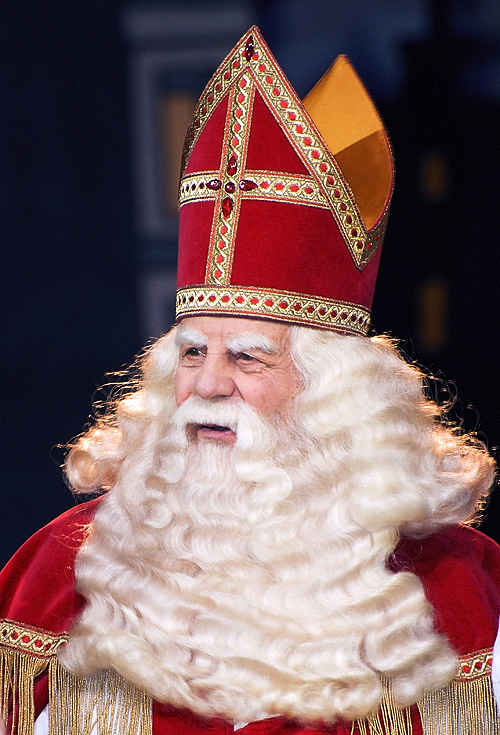
Сінтерклааса грає Брем ван дер Влугт

Сінтерклаас заснований на історичній постаті святого Миколая (270—343), грецького єпископа Міри в сучасній Туреччині. Його зображують літнім, ставним і серйозним чоловіком із сивим волоссям і довгою густою бородою. Він одягнений у довгу червону накидку або ризу поверх традиційної білої єпископської альби та іноді червоної палантини, одягає червону митру та каблучку з рубінами, а також тримає золотистий жезл — довгий церемоніальний пастухий жезл із химерним закрученим верхом.
Він традиційно їздить верхи на білому коні. У Нідерландах останнього коня звали Амеріго, але він був «відпущений на пенсію» (тобто помер) у 2019 році та замінений новим конем на ім'я Озоснел («ох, як швидко»), після уривка у відомій пісні Сінтерклааса. У Бельгії коня називають Slecht weer vandaag, що означає «сьогодні погана погода» або Mooi weer vandaag («гарна погода сьогодні»).
Сінтерклаас носить велику червону книгу, в якій записується, чи була кожна дитина хорошою чи неслухняною за минулий рік.

### Чорний Піт

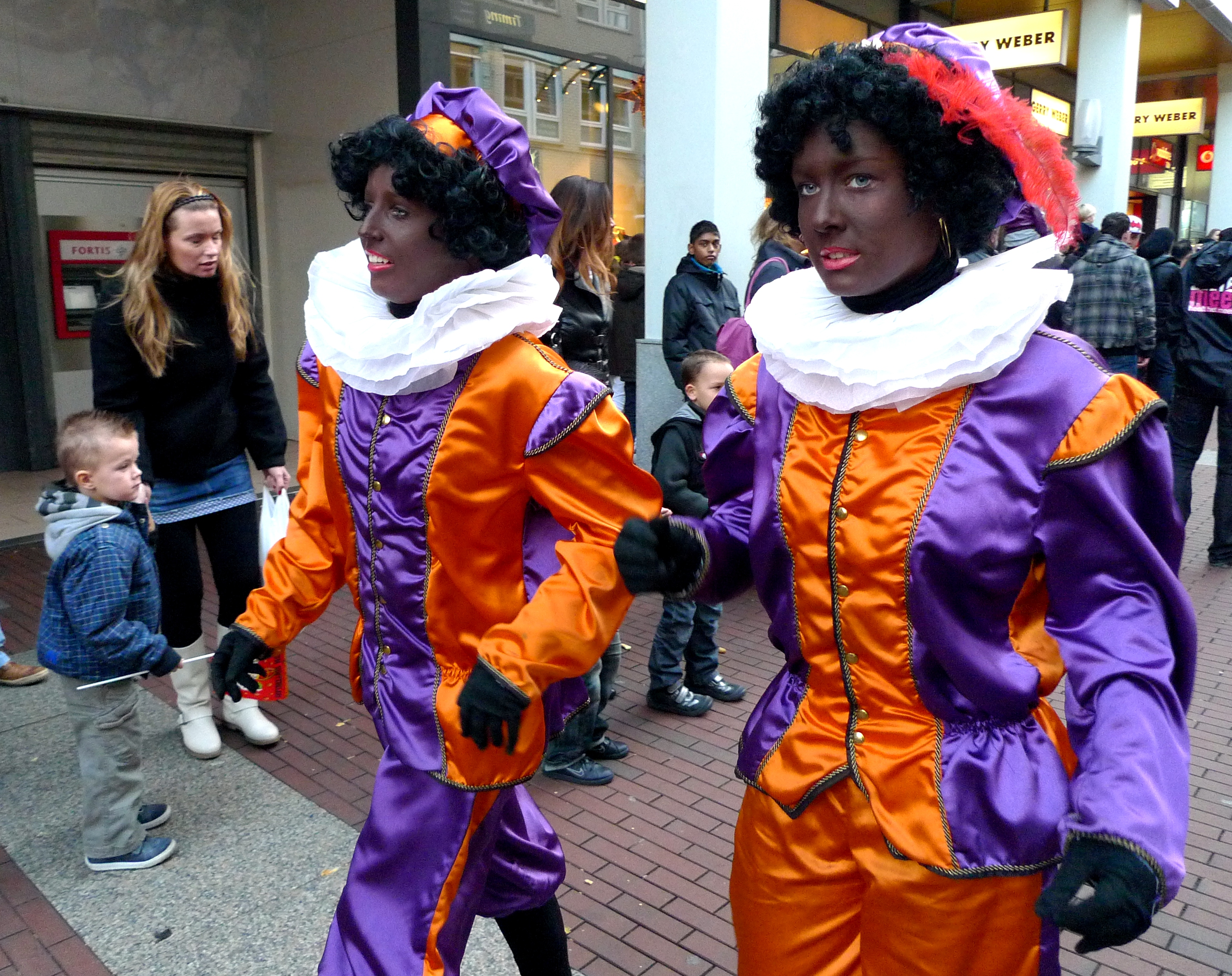
Дві голландські жінки в костюмі як Чорний Піт

Сінтерклаасу допомагає Чорний Піт, чорношкірий помічник, одягнений у мавританське вбрання. Чорний Піт вперше з'явився як безіменний слуга Святого Миколая в Sint-Nikolaas en zijn knecht («Святий Миколай і його слуга») в опублікованому в 1850 році амстердамським шкільним учителем Яном Шенкманом друці; однак ця традиція, здається, сягає принаймні початку ХІХ століття. Барвиста сукня Чорного Піта заснована на шляхетному вбранні XVI століття з фрезаю (мереживним коміром) і шапкою з пір'ям. Зазвичай його зображують із сумкою, де містяться цукерки для дітей, які він розкидає. Ця традиція, імовірно, походить від історії про те, як Святий Миколай врятував трьох молодих дівчат від проституції, кинувши золоті монети у вікно вночі, щоб заплатити за придане.
Традиційно він також носив березовий прутик, мітлу сажотруса, виготовлену з вербових гілок, якою били дітей, які були неслухняними. У деяких зі старих пісень Сінтерклааса згадується про неслухняних дітей, яких клали в сумку Чорного Піта та відвозили до Іспанії. Ця частина легенди стосується часів, коли маври здійснювали набіги на європейське узбережжя, аж до Ісландії, щоб викрасти місцеве населення в рабство. Цю якість можна знайти в інших супутниках Святого Миколая, таких як Крампус і Пер Фуеттар. Однак у сучасній версії свята Сінтерклаас Чорний Піт більше не несе лозину, і дітям більше не кажуть, що їх відвезуть до Іспанії в сумці Піта, якщо вони були неслухняними.
З роками було додано багато історій, і Чорний Піт перетворився на цінного помічника для розсіяного святого. У сучасних адаптаціях для телебачення Сінтерклаас розробив Чорного Піта для кожної функції, наприклад головний Піт (Hoofdpiet), навігаційний Піт (Wegwijspiet) для навігації пароплавом з Іспанії до Нідерландів, Подарунковий піт (Pakjespiet) для обгортання всіх подарунки та Акробатичний Піт, щоб лазити по дахах і димоходах. Традиційно кажуть, що обличчя Чорного Піта чорне, тому що він мавр з Іспанії. Сьогодні деяким дітям кажуть, що його обличчя почорніло від сажі, бо він повинен лізти через димарі, щоб доставити подарунки для Сінтерклааса.
Починаючи з 2010-х років, традиції, пов'язані зі святом Сінтерклаас, стають предметом все більшої кількості редакційних статей, дебатів, документальних фільмів, протестів і навіть насильницьких сутичок на фестивалях. Деякі великі міста та телевізійні канали тепер відображають лише персонажів Чорних Пітів із плямами сажі на обличчі, а не повністю чорними обличчями, так званих roetveegpieten («Піт із сажею») або schoorsteenpieten («Піт із димаря»). У опитуванні 2013 року 92 відсотки голландської громадськості не сприймали Чорного Піта як расизм або не асоціювали його з рабством, а 91 відсоток був проти зміни зовнішності персонажа. У подібному опитуванні 2018 року від 80 до 88 відсотків голландської громадськості не сприймали Чорного Піта як расизм, а від 41 до 54 відсотків були задоволені модернізованою зовнішністю персонажа (поєднання сажі і обличчя). Опитування, проведене в червні 2020 року, показало падіння підтримки збереження зовнішності персонажа без змін: 47 відсотків опитаних підтримали традиційний вигляд, порівняно з 71 відсотком у подібному опитуванні, проведеному в листопаді 2019 року. Прем'єр-міністр Марк Рютте під час парламентських дебатів 5 червня 2020 року заявив, що він змінив свою думку з цього питання і тепер має більше розуміння для людей, які вважають зовнішність персонажа расистською.

## Святкування

### Прибуття з Іспанії

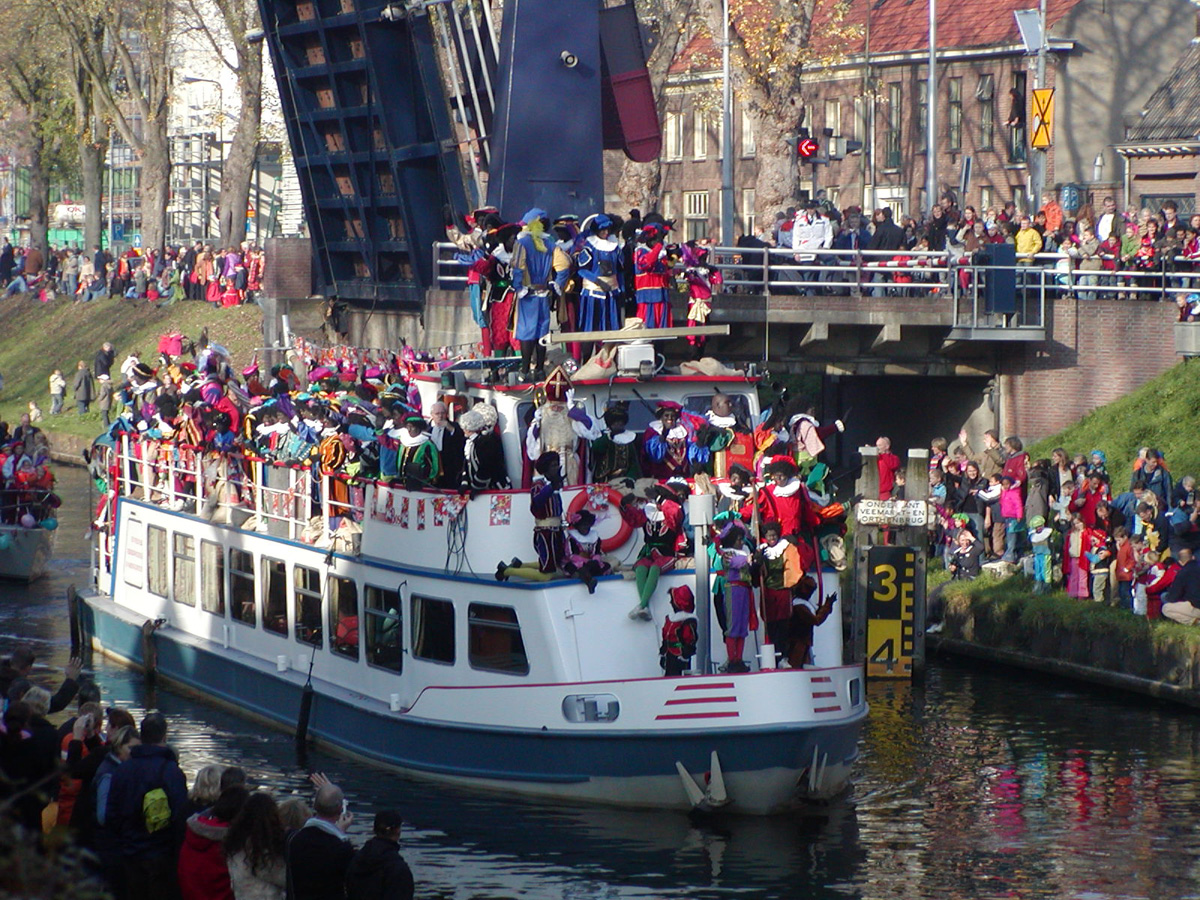
Сінтерклаас і його помічники Чорний Піт прибувають на пароплаві з Іспанії

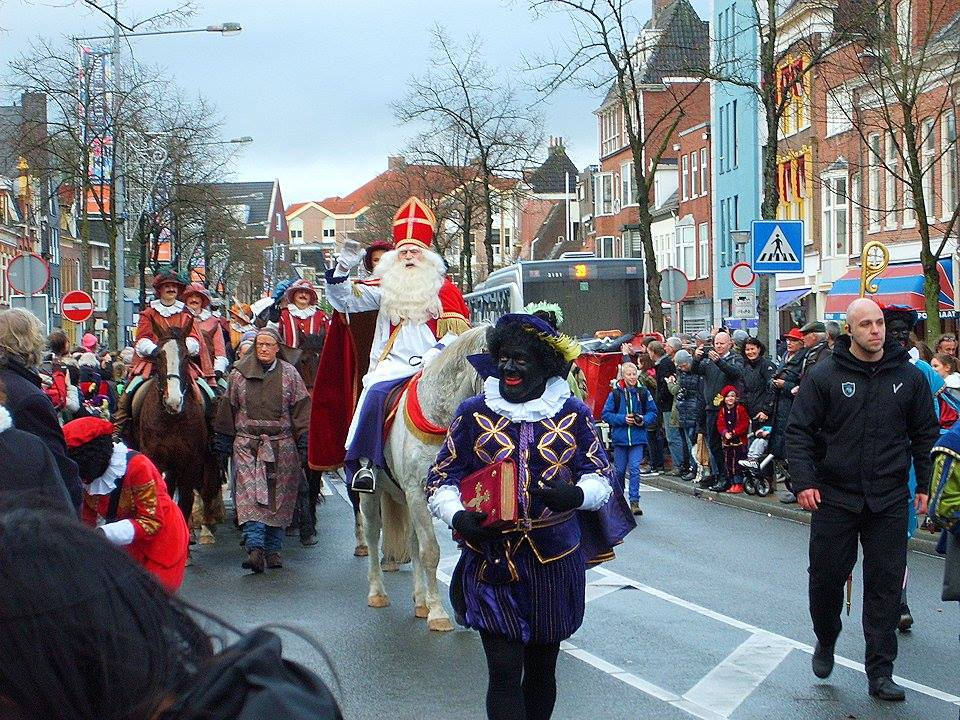
Сінтерклаас прибуває в Гронінген у 2015 році

Свята традиційно починаються щороку в середині листопада (перша субота після 11 листопада), коли Сінтерклаас «прибуває» на пароплаві до визначеного приморського міста, нібито з Іспанії. У Нідерландах це відбувається щороку в іншому порту, тоді як у Бельгії це завжди відбувається в місті Антверпен. Пароплав кидає якір, потім Сінтерклаас висаджується і проходить вулицями на своєму коні, вітаючи дітей, які підбадьорюють і співають традиційні пісні Сінтерклааса. Його помічники Чорні Піти кидають у натовп цукерки та маленькі, круглі, схожі на пряники, печиво крайднотени або пепернотени. Захід транслюється в прямому ефірі національним телебаченням Нідерландів та Бельгії.
Після цього національного прибуття інші міста святкують своє власне intocht van Sinterklaas (прибуття Сінтерклааса). Місцеві прибуття зазвичай відбуваються пізніше в ту ж суботу національного прибуття, наступного дня (неділю) або через вихідні після національного прибуття. Туди, куди не дістається човен, Сінтерклаас прибуває потягом, конем, кінним екіпажем або навіть пожежною машиною.

Кажуть, що Сінтерклаас походить з Іспанії, можливо тому, що в 1087 році половина мощей святого Миколая була перевезена до італійського міста Барі, яке пізніше увійшло до складу іспанського Неаполітанського королівства. Інші припускають, що мандарини, які традиційно асоціюються зі святим Миколаєм, призвели до помилкової думки, що він був родом з Іспанії. Ця теорія підтверджується голландським віршем, задокументованим у 1810 році в Нью-Йорку та забезпеченим англійським перекладом:
| Голландська Sinterklaas, goedheiligman! Trek uwe beste tabberd an, Reis daar mee naar Amsterdam, Van Amsterdam naar Spanje, Daar Appelen van Oranje, Daar Appelen van granaten, Die rollen door de straten. | Українська Святий Миколаю, добрий святий чоловік! Одягни свій найкращий стрій, Поїдьте з ним до Амстердама, Від Амстердама до Іспанії, Де яблука яскраві апельсина, Там яблука граната, Вони котяться вулицями [...] |

Представлений тут текст походить із брошури, яку Джон Пінтард опублікував у Нью-Йорку в 1810 році. Це найдавніше джерело, в якому згадується Іспанія у зв'язку з Сінтерклаасом. Пінтард хотів, щоб Святий Миколай став покровителем Нью-Йорка, і сподівався встановити традицію Сінтерклааса. Очевидно, йому допомогла голландська громада в Нью-Йорку, яка надала йому оригінальний голландський вірш про Сінтерклааса. Строго кажучи, у вірші не стверджується, що Сінтерклаас походить з Іспанії, а що йому потрібно поїхати до Іспанії, щоб зібрати апельсини та гранати. Тож зв'язок між Сінтерклаасом та Іспанією проходить через апельсини, які дуже цінувалися у ХІХ столітті. Пізніше зв'язок з апельсинами втратився, а Іспанія стала його батьківщиною.

### Період до свята Святого Миколая

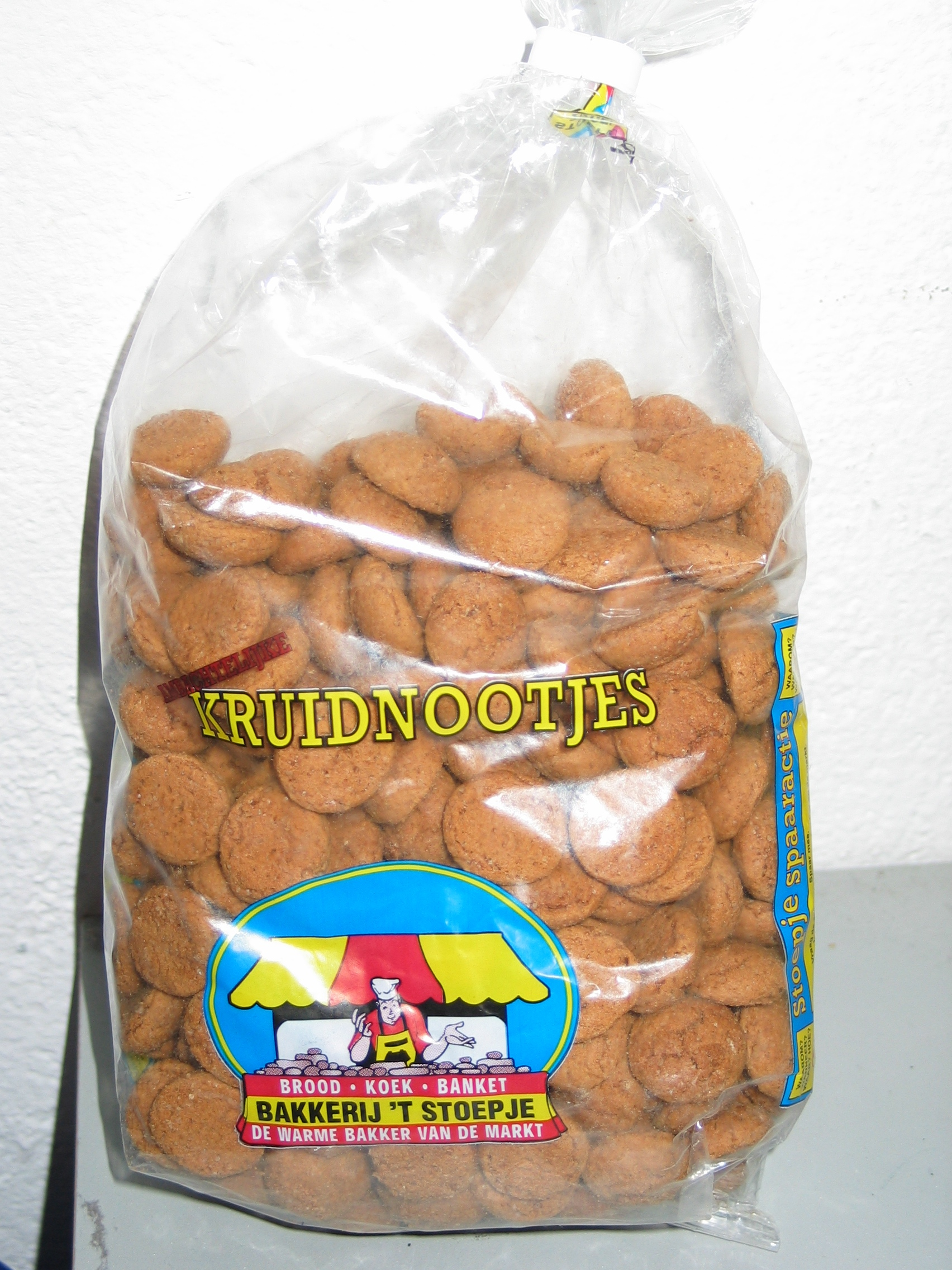
Крайднотени, маленьке кругле печиво, схоже на пряники

За кілька тижнів між приїздом і 5 грудня Сінтерклаас відвідує школи, лікарні та торгові центри. Кажуть, що вночі він їздить верхи на своєму біло-сірому коні по дахах, доставляючи подарунки вихованим дітям через димохід. Традиційно неслухняні діти ризикували бути спійманими Чорним Пітом, який для цього мав при собі джутовий мішок і вербову лозину.
Перед тим, як лягти спати, діти залишають по одному черевику біля камінної труби вугільної печі чи каміна (або в сучасні часи поблизу радіатора центрального опалення чи дверей). Вони залишають туфлю з морквою або сіном і поруч миску з водою «для коня Сінтерклааса». Також діти співають пісеньку Сінтерклааса. Наступного дня вони знаходять у своєму взутті цукерку або маленький подарунок.
Типові ласощі Сінтерклааса традиційно включають мандарини, пернот, спекулаас (іноді з начинкою з мигдалевої пасти), банклеттер (випічка з начинкою з мигдалевої пасти) або шоколадну букву (перша буква імені дитини, зроблена з шоколаду), шоколадні монети, суїкербест (фігурки у вигляді тварин із цукристих виробів), марципанові фігурки. Нові ласощі включають імбирне печиво або фігурку Сінтерклааса, виготовлену з шоколаду та загорнуту в кольорову алюмінієву фольгу.

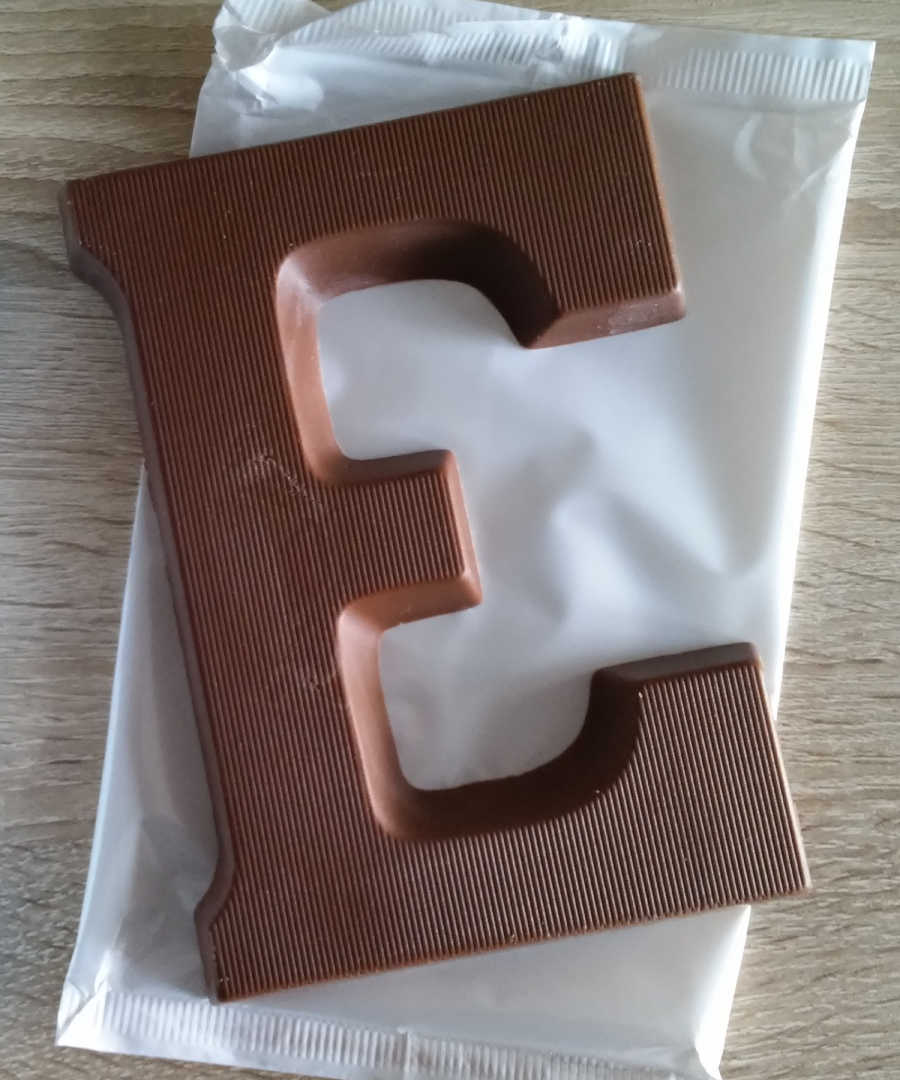
Шоколадна літера, типова цукерка Сінтерклаас у Нідерландах

### Святвечір і День святого Миколая
У Нідерландах Святий Миколай, 5 грудня, став головним приводом для дарування подарунків під час зимових свят. Вечір називається Sinterklaasavond («вечір Сінтерклааса») або Pakjesavond («вечір подарунків», або буквально «вечір пакунків»).
Увечері 5 грудня батьки, родина, друзі чи знайомі вдають, що діють від імені «Сінтерклааса» або його помічників, і вводять дітей в оману, нібито «Сінтерклаас» справді дарував їм подарунки. Це можна зробити за допомогою «знайденої» записки, яка пояснює, де сховані подарунки, ніби Чорний Піт відвідав їх і залишив у них мішок із рогожі з подарунками. Іноді сусід стукає у двері (прикидаючись Чорним Пітом) і залишає мішок надворі, щоб діти взяли його; це залежить від сім'ї. Коли приходять подарунки, вітальня прикрашена ними, як на Різдво в англомовних країнах. 6 грудня «Сінтерклаас» спокійно вирушає, і всі гуляння закінчуються.
У Південних Нідерландах і Бельгії більшості дітей доводиться чекати до ранку 6 грудня, щоб отримати свої подарунки, а Сінтерклаас розглядається як свято майже виключно для дітей. Туфлі наповнені віршем або списком побажань для Сінтерклааса та морквою, сіном або кубиками цукру для коня ввечері п'ятого числа, а в Бельгії часто поруч ставлять пляшку пива для Чорного Піта і чашку кави для Сінтерклааса. Крім того, у деяких регіонах, коли дітям настає час відмовитися від соски, вони кладуть її в черевик («зберігання Сінтерклаасом»), а наступного ранку її замінюють шоколадом.
Подарунок часто творчо маскують, упаковуючи його в жартівливий, незвичний або персоналізований спосіб. Це називається сюрприз.
Вірші Сінтерклааса зазвичай супроводжують подарунки з особистим повідомленням для одержувача. Зазвичай це гумористичний вірш, який часто дражнить одержувача через загальновідомі погані звички чи інші недоліки характеру.
Останніми роками під впливом північноамериканських ЗМІ та англосаксонської різдвяної традиції, коли діти досягають віку, коли їм розповідають про «велику таємницю Сінтерклааса», деякі люди переходять на Святвечір або Різдво для дарування подарунків. Старші діти в голландських сім'ях, де діти занадто дорослі, щоб більше вірити в Сінтерклааса, також часто святкують Різдво з подарунками замість pakjesavond. Замість того, щоб такі подарунки приносив Сінтерклаас, члени родини зазвичай малюють назви для події, подібної до Таємного Санти. Однак через популярність його «старшого двоюрідного брата» Сінтерклааса Санта-Клауса рідко можна побачити в Нідерландах і Бельгії.

## історія

### Дохристиянська Європа

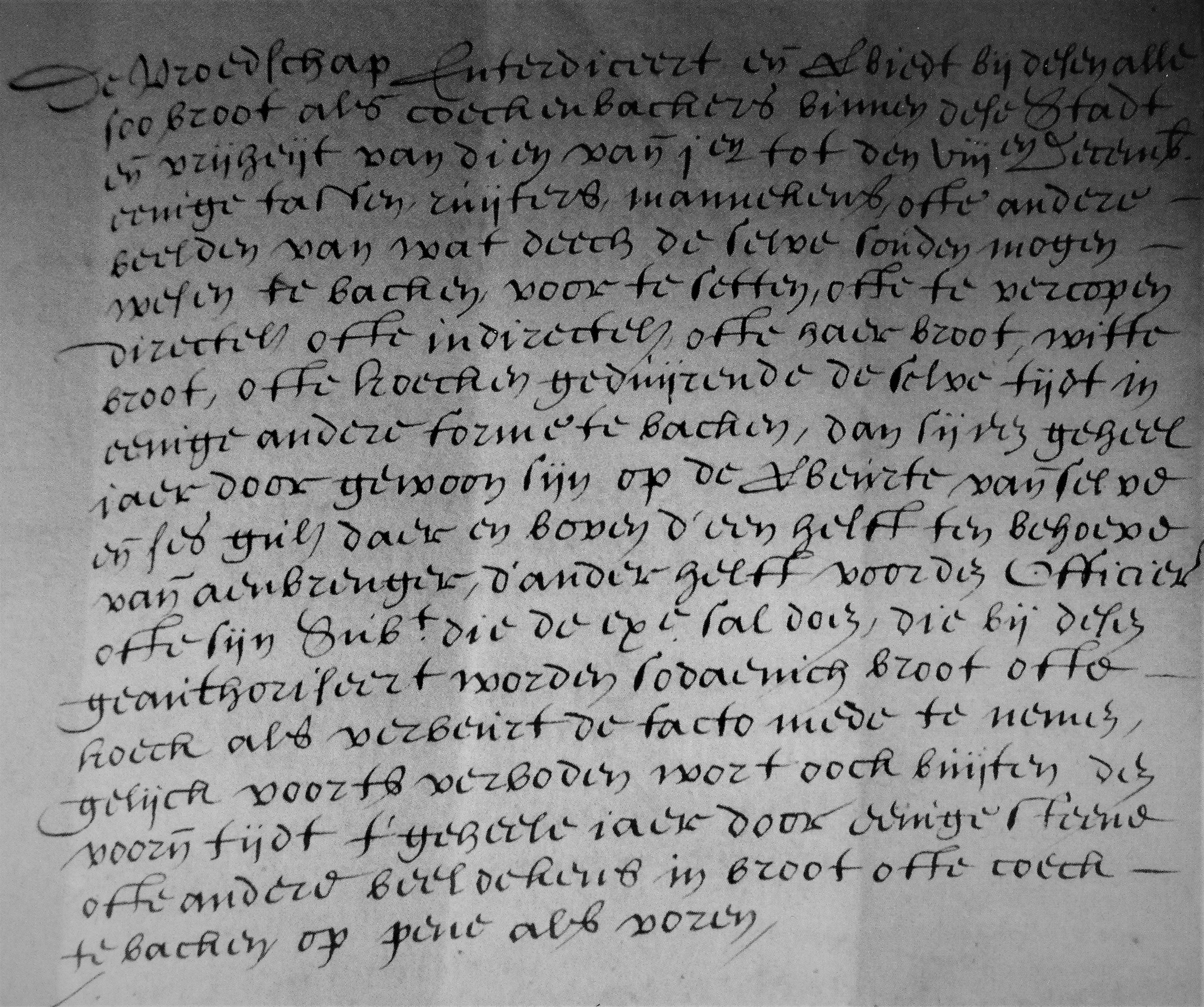
Муніципальна заборона на випічку Сінт-Ніколаас у місті Утрехт протягом 1–8 грудня 1655 року (для боротьби з католицьким ідолопоклонством).

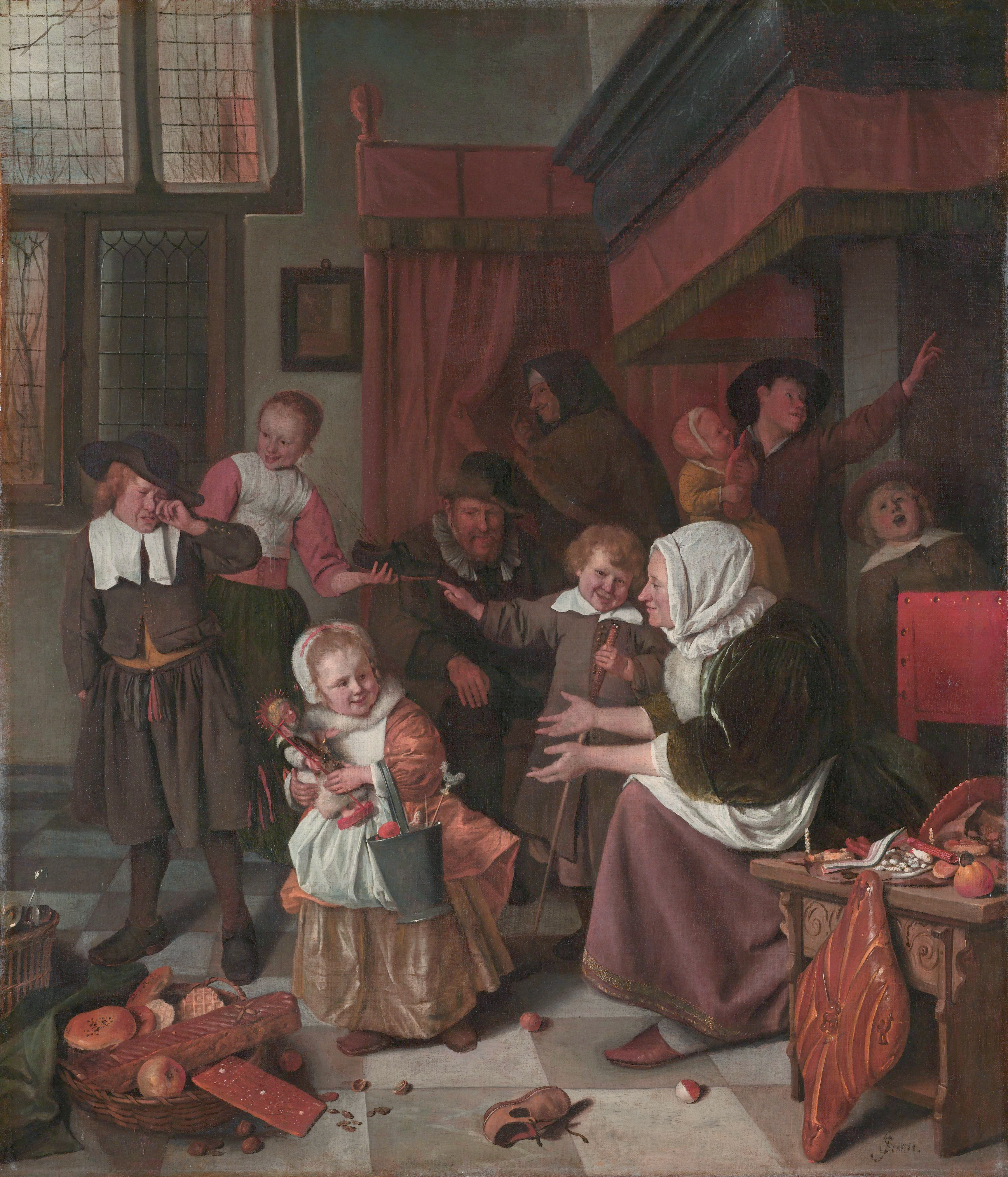
Свято Святого Миколая, художник Ян Стін, 1660-ті роки

Якоб Грімм, Гелен Аделін Гербер та інші провели паралелі між Сінтерклаасом і його помічниками та Диким полюванням Водана або Одіна, головного бога серед германських народів, якому поклонялися в Північній і Західній Європі до християнізації. Верхом на білому коні Слейпнірі він літав у повітрі як ватажок Дикого Полювання, завжди супроводжуваний двома чорними круками, Гугінном і Мунінном. Ці помічники слухали людей, так само як Чорний Піт, біля димаря — який на той час був просто дірою в даху — щоб розповісти Водану про хорошу та погану поведінку смертних. Історик Ріта Геск'єр стверджує, що певні дохристиянські елементи, ймовірно, збереглися у вшануванні святого Миколая. Дійсно, здається очевидним, що традиція містить низку елементів, які не є церковними за походженням.

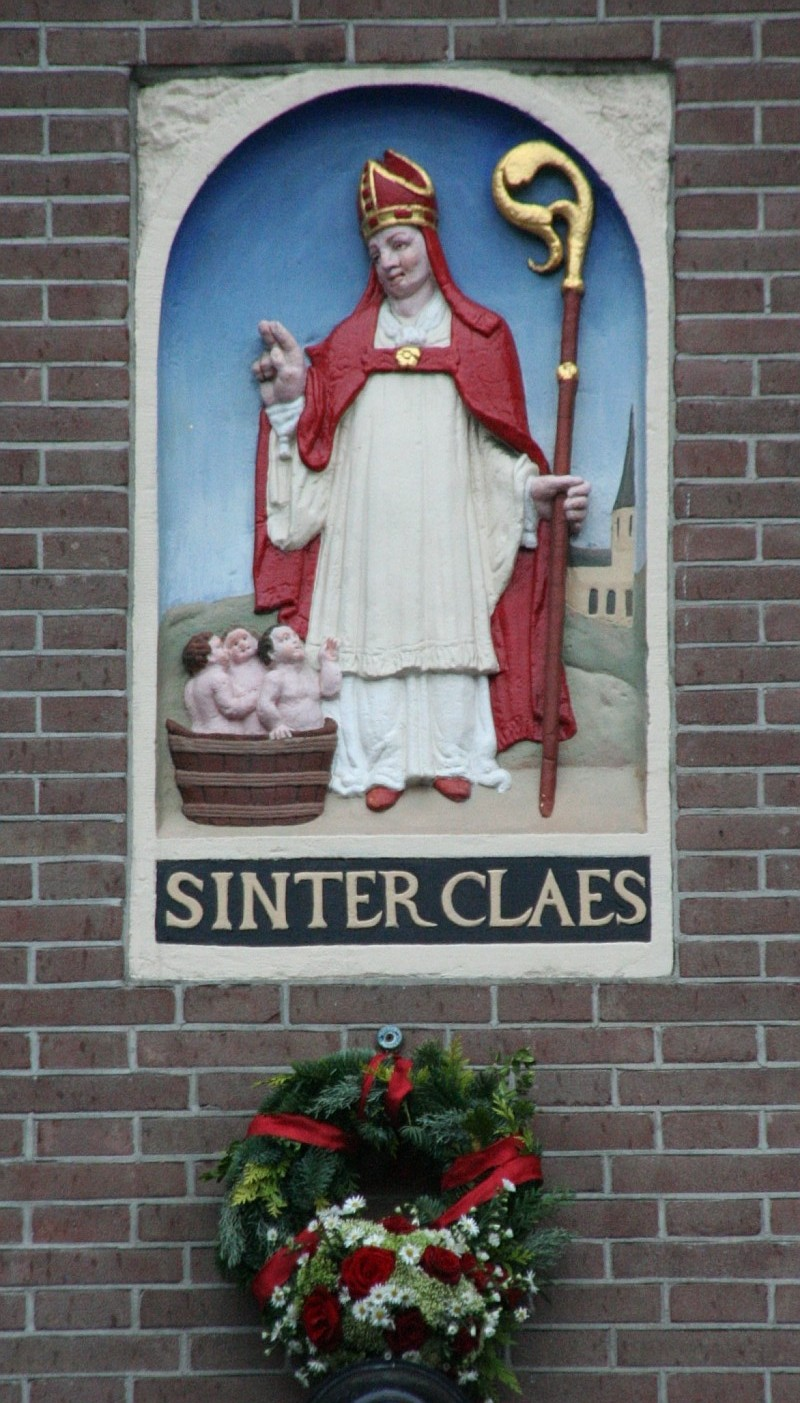
Зображення Сінтерклааса у будинку XVI століття біля дамби в Амстердамі. Святий Миколай є покровителем столиці Нідерландів

### Середньовіччя
Сінтерклаасфест виник у середні віки. Свято було водночас приводом для допомоги бідним, кладучи їм гроші в черевики (що перетворилося на вкладення подарунків у дитяче взуття), і диким бенкетом, подібним до карнавалу, який часто призводив до костюмів, перекидання «догори дриґом» повсякденні ролі, та масове публічне пияцтво.
У ранніх традиціях у День Святого Миколая студенти обирали одного зі своїх однокласників «єпископом», який правив до 28 грудня (Дня Невинних), і іноді вони розігрували події з життя єпископа. У міру того, як фестиваль перемістився на вулиці міста, він став більш жвавим.

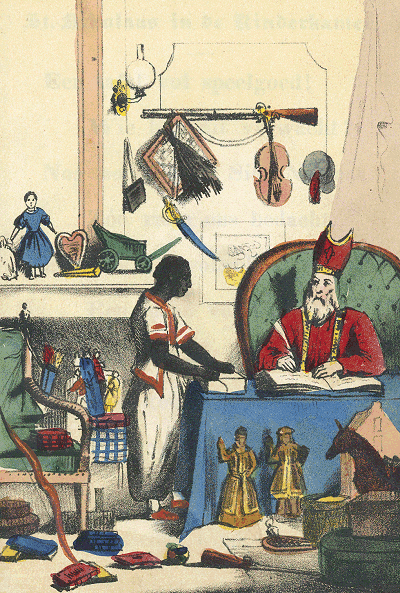
Ілюстрація з книги 1850 року St. Nikolaas en zijn knecht («Святий Миколай і його слуга»), художник Ян Шенкман, 1850 рік

### XVI–XVII століття
Під час Реформації в Європі XVI–XVII століть протестантські реформатори, такі як Мартін Лютер, змінили святого, хто приносить подарунки, на Немовля Христа або Маленького Ісусика і перенесли дату дарування подарунків з 6 грудня на Святвечір. Деякі протестантські муніципалітети та священнослужителі забороняли святкування Святого Миколая, оскільки протестанти хотіли скасувати культ святих і поклоніння святим, водночас зберігаючи свято принесення подарунків серед зими.
Після успішного повстання переважно протестантських північних провінцій Нідерландів проти правління римо-католицького короля Іспанії Філіпа II, нові кальвіністські регенти, міністри та клерикали заборонили святкування Святого Миколая. Нова незалежна Нідерландська Республіка офіційно стала протестантською країною та скасувала публічні католицькі свята. Проте, свято Святого Миколая в Нідерландах ніколи повністю не зникало. В Амстердамі, де публічні свята Святого Миколая були дуже популярними, такі основні заходи, як вуличні ринки та ярмарки, підтримувалися людьми, які втілювали Миколая в червоному одязі замість єпископської накидки та митри. Уряд Нідерландів зрештою терпів приватні сімейні святкування Дня Святого Миколая, як це видно на картині Яна Стіна «Свято Святого Миколая».

### ХІХ століття
У ХІХ столітті святий вийшов із схованки, і свято одночасно стало більш секуляризованим. Сучасна традиція Сінтерклааса як дитячого свята, ймовірно, була підтверджена ілюстрованою дитячою книжкою Sint-Nicolaas en zijn knecht («Святий Миколай і його слуга»), написаною в 1850 році вчителем Яном Шенкманом (1806—1863). Дехто каже, що він представив зображення Сінтерклааса, який розносить подарунки біля димаря, катається по дахах будинків на сірому коні та прибуває з Іспанії на пароплаві, що на той час було захоплюючим сучасним винаходом. Можливо, ґрунтуючись на тому факті, що святий Миколай історично є покровителем моряків (багато церков, присвячених йому, побудовано біля гаваней), Шенкман міг бути натхненний іспанськими звичаями та уявленнями про святого, коли він зобразив його прибуття через води в своїй книзі. Шенкман представив пісню Zie ginds komt de stoomboot («Погляньте туди, пароплав прибуває»), яка досі популярна в Нідерландах.
У версії Шенкмана середньовічні фігури фіктивного диявола, які згодом змінилися на східних або мавританських помічників, вперше були зображені чорним африканцем і названі Zwarte Piet (Чорний Піт).

### Друга Світова війна
Під час німецької окупації Нідерландів (1940–1945) багато традиційних віршів Сінтерклааса були переписані, щоб відобразити поточні події. Королівські ВПС (RAF) часто відзначали. У 1941 році, наприклад, Королівські ВПС скинули коробки з цукерками над окупованими Нідерландами. Один класичний вірш, який став сучасним, був таким:
| Голландська Sinterklaas, kapoentje, Gooi wat in mijn schoentje, Gooi wat in mijn laarsje, Dank U Sinterklaasje Версія часів Другої світової війни R.A.F. Kapoentje, Gooi wat in mijn schoentje, Bij de Moffen gooien, Maar in Holland strooien! | Українська Сінтерклаас, каплунець, Кинь щось у моє взуття, Кинь мені щось у чобіток, Дякую тобі, Сінтерклаасе Версія часів Другої світової війни R.A.F. каплунець, Кинь щось у моє взуття, Кинь [бомби] в Краутс Але посипай в Голландії! |

Це варіація однієї з найвідоміших традиційних рим Сінтерклааса, де «RAF» замінює «Sinterklaas» у першому рядку (два вирази мають однакові метричні характеристики в першому та другому, а також у третьому та четвертому рядках) . Голландське слово kapoentje (маленький пройдисвіт) є традиційним для рими, але в цьому випадку воно також натякає на каплуна. Другий рядок прямо з оригінальної рими, але в третьому та четвертому рядках RAF заохочують скидати бомби на Moffen (лайка для німців, як «krauts» англійською) та цукерки над Нідерландами. Багато віршів Сінтерклааса того часу відзначали брак їжі та предметів першої необхідності, а також те, що німецькі окупанти забрали все цінне; інші висловлювали захоплення голландським Опором.
Спочатку Сінтерклаас супроводжував лише один Чорний піт (або іноді два), але відразу після звільнення Нідерландів канадські солдати організували вечірку Сінтерклааса з багатьма Чорними Пітами, і відтоді це стало звичаєм, кожен Піт зазвичай мав свій власний виділене завдання.

## Сінтерклаас у колишніх голландських колоніях
На Кюрасао заходи Сінтерклааса у голландському стилі організовувалися до 2020 року. Костюми Чорних Пітів були фіолетовими, золотими, синіми, жовтими та оранжевими, але особливо чорними та темно-чорними. Прем'єр-міністр Івар Ас'єс негативно відгукнувся про цю традицію. У 2011 році уряд Герріта Шотте погрожував відкликати грант на голландську традицію після того, як було заарештовано кюрасаонського активіста Квінсі Гаріо, коли він протестував у Дордрехті проти використання фігури Чорного Піта. З 2020 року на Кюрасао свято Сінтерклаас більше не відзначається на національному рівні, а його замінили на День захисту дітей 20 листопада.
Події Сінтерклааса у голландському стилі також були організовані в Суринамі. У 1970 році суринамський драматург Ежен Дренте задумав персонажа Ґуду Ппа («Батько багатства» у Сранантонго) як постколоніальну заміну Сінтерклааса. Замість білої людини Ґуду Ппа був чорним. Його помічники символізували різні етнічні групи Суринаму, замінивши Чорного Піта. Незважаючи на те, що його пропагував військовий режим у вісімдесятих, Ґуду Ппа так і не прижився.  У 2011 році опозиційний член парламенту та колишній президент Рональд Венеціан закликав до офіційної заборони Сінтерклааса, оскільки він вважав Чорного піта Піта ознайкою расизму. З 2013 року у Суринамі свято Сінтерклаас 5 грудня було замінено Кіндердагом («Днем захисту дітей»).
Товариство Святого Миколая в Нью-Йорку святкує свято 6 грудня і до цього дня. У регіоні долини Гудзон у Нью-Йорку Сінтерклаас щорічно відзначається в містах Райнбек і Кінгстон через голландську спадщину регіону. Він включає переправу Сінтерклааса через річку Гудзон, а потім парад.

## Сінтерклаас як джерело для Санта-Клауса
Сінтерклаас є основою для північноамериканської фігури Санта-Клауса. Часто стверджують, що під час Війни за незалежність США жителі Нью-Йорка, колишнього голландського колоніального міста (Нью-Амстердам), заново винайшли свою традицію Сінтерклаас, оскільки Святий Миколай був символом неанглійського минулого міста. У 1770-х роках газета New York Gazetteer зазначала, що свято «Святого Клауса» відзначалося «нащадками стародавніх голландських сімей своїми звичайними святами». У дослідженні «дитячих книг, періодичних видань і журналів» Нового Амстердама вчений Чарльз Джонс не знайшов згадок про Святого Миколая чи Сінтерклааса. Не всі вчені згодні з висновками Джонса, які він повторив у книзі в 1978 році. Говард Г. Хагеман з теологічної семінарії Нью-Брансвіку стверджує, що традиція святкування Сінтерклааса в Нью-Йорку існувала в ранньому поселенні долини Гудзона. Він погоджується, що «не може бути жодних сумнівів, що до того часу, коли відродження Святого Миколая відбулося з Вашингтоном Ірвінгом, традиційне святкування Нових Нідерландів повністю зникло». Проте в оповіданнях Ірвінга помітно містилися легенди про перших голландських поселенців, тож, хоча традиційна практика, можливо, вимерла, Святий Миколай Ірвінга, можливо, був відродженням того сплячого голландського фольклору. У своїй редакції «Історії Нью-Йорка» 1812 року Ірвінг вставив послідовність снів із зображенням Святого Миколая, який ширяє над верхівками дерев у літаючому візку. – творіння, яке інші згодом одягнуться як Санта-Клаус.
У Нью-Йорку двома роками раніше Джон Пінтард опублікував брошуру з ілюстраціями Александра Андерсона, в якій він закликає зробити Святого Миколая покровителем Нью-Йорка та започаткувати традицію Сінтерклааса. Йому, очевидно, допомагали голландці, тому що він включив у свій памфлет старовинний голландський вірш Сінтерклааса з англійським перекладом. У голландській поемі Святий Миколай згадується як «Sancta Claus». Зрештою, його ініціатива допомогла Сінтерклаасу з'явитися як Санта-Клаусу під час святкування Різдва, яке повернулося – звільнений від єпископського сану та уз – через Англію, а пізніше Німеччину знову в Європу.
Під час Реформації в Європі XVI—XVII століть багато протестантів змінили дарувальника з Сінтерклааса на Дитятко Христа або Маленького Ісусика. Так само змінилася дата дарування подарунків з 5 або 6 грудня на Святвечір.

## Сінтерклаас у художній літературі
У сцені у фільмі 1947 року «Диво на 34-й вулиці» голландська дівчина впізнає Санту в універмазі Macy як Сінтерклааса. Вони розмовляють голландською і співають пісню Сінтерклааса, поки вона сидить у нього на колінах.
Санта_клаус зображений як Сінтерклаас у фільмі 1985 року «Одне чарівне Різдво»: він і його дружина мають голландський акцент, і вона називає його Ніколасом. Замість ельфів його помічниками є «різдвяні янголи» — померлі люди всіх національностей.
Сінтерклаас був темою ряду голландських романів, фільмів і телесеріалів, в основному орієнтованих на дітей. Дитячі фільми на тему Сінтерклааса включають «Кінь Вінкі» (2005) і продовження «Де кінь Вінкі?» (2007).
До фільмів на тему Сінтерклааса, орієнтованих на дорослих, належать драма Makkers Staakt uw Wild Geraas (1960), яка отримала нагороду «Срібний ведмідь» на 11-му Берлінському міжнародному кінофестивалі; романтична комедія Все любов (2007) та її бельгійський ремейк Zot van A. (2010); і фільм жахів Діка Мааса «Сінт» (2010).
Клуб сінтерклааса — це мильна опера на тему Сінтерклааса, орієнтована на дітей. Популярний телевізійний серіал виходить з 1999 року та має кілька побічних серіалів. З 2001 року «новинна» програма Сінтерклааса, орієнтована на дітей, щодня транслюється на голландському телебаченні під час святкового сезону Sinterklaasjournaal. Голландсько-бельгійський серіал Nickelodeon Slot Marsepeinstein транслюється з 2009 року.
Значна частина першої половини «Війни подарунків» Орсона Скотта Карда присвячена традиції Сінтерклааса, включаючи розділ 4 «Напередодні Сінтерклааса» та 5 «День Сінтерклааса».
У четвертому епізоді телесеріалу «Бібліотекарі» («Опівнічна поїздка Санти») Санта (Брюс Кемпбелл) є «безсмертним аватаром», який існував у багатьох різних втіленнях протягом історії. Після отруєння омелою він ненадовго перетворюється на Сінтерклааса, використовуючи свою магію, щоб робити трюки та змушувати іграшки з'являтися на взутті людей, перш ніж відновити контроль над своїм поточним втіленням. 
Сінтерклаас також з'явився в Sesamstraat, голландській версії «Вулиці Сезам». 

## Пов'язані святкові образи
Інші святкові фігури, засновані на Святому Миколаї, відзначаються в деяких частинах Німеччини та Австрії (Sankt Nikolaus); Угорщині (Mikulás); Швейцарія (Samichlaus); Італії (San Nicola в Барі, Південний Тіроль, Альпійські муніципалітети та багато інших); частині Боснії та Герцеговини, Хорватії та Сербії (Sveti Nikola); Словенії (Sveti Nikolaj або Sveti Miklavž); Греції (Агіос Ніколаос); Румунії (Moș Nicolae); Албанії (Shën Kolli, Nikolli), Україні та інших.
Дивіться далі: